# 강원창조경제혁신센터
강원창조경제혁신센터는 정부·지방자치단체·민간 간 협력을 통한 창조경제 실현 및 확산에 기여하기 위하여 설립된 재단법인으로, 강원지역 창업 및 투자 생태계 조성업무를 수행중이다. 본원은 강원특별자치도 춘천시 후석로462번길 7, 춘천 ICT벤처센터 5층에 있으며, 강원특별자치도 원주시 마재2로 10, 원주시창업지원허브 2층에 지역사업단을 운영하고 있다.

## 관련 규정
- 창조경제 민관협의회 등의 설치 및 운영에 관한 규정[3]

## 연혁
- 2015년 5월 11일 강원창조경제혁신센터 개소(센터장: 한종호)
- 2015년 7월 30일 스마트스튜디오 상설 운영 개시
- 2015년 9월 크라우드 소싱 플랫폼 K-CROWD 오픈
- 2015년 12월 빅데이터포털 데이터랩 오픈
- 2016년 3월 15일 원주사무소 업무 개시[4]
- 2016년 11월 21일 중소상공인 강원희망센터 개소[5]
- 2018년 6월 27일 오픈스퀘어-D 강원 개소
- 2019년 3월 강원창조경제혁신센터 시드머니 직접투자 1호
- 2020년 10월 모태펀트 제3차 정시출자사업 선정(규제자유특구 부문)
- 2021년 7월 강원 청년 창업 펀드 1호 결성
- 2022년 6월 이기대 센터장 취임
- 2022년 11월 지역산업균형발전 유공 국무총리 표창
- 2022년 12월 벤처창업진흥 유공 중소벤처기업부 장관 표창
- 2022년 12월 강원창조경제혁신센터 본원 이전(강원대→한림대)
- 2023년 11월 강원혁신창업1호 개인투자조합 결성
- 2024년 6월 이해정 센터장 취임
- 2024년 12월 강원창조경제혁신센터 본원 이전(한림대→춘천 ICT벤처센터)

## 기능
- 빅데이터산업 육성 : 빅데이터포털 등 산업기반 구축, 창업 지원 창업자와 기업을 위한 투자자금 조달사업 등
- 강원도경제 재도약 : 관광·헬스케어·농업 등 강원도 전략산업에 빅데이터 기술 접목한 부가가치 증대

## 조직

### 강원창조경제혁신센터장
- 경영기획본부
- 창업육성1본부
- 창업육성2본부(원주)
- 창업허브본부
- 오픈이노베이션본부
- 전략투자본부(춘천, 원주)

## 같이 보기
- 민관합동창조경제추진단
- 서울창조경제혁신센터
- 인천창조경제혁신센터
- 경기창조경제혁신센터
- 충북창조경제혁신센터
- 세종창조경제혁신센터
- 대전창조경제혁신센터
- 충남창조경제혁신센터
- 전북창조경제혁신센터
- 광주창조경제혁신센터
- 빛가람창조경제혁신센터
- 전남창조경제혁신센터
- 대구창조경제혁신센터
- 경북창조경제혁신센터
- 부산창조경제혁신센터
- 울산창조경제혁신센터
- 경남창조경제혁신센터
- 제주창조경제혁신센터